# لامدا
لامدا أو لامبدا (باليونانية:λάμδα) هو الحرف الحادي عشر من الأبجدية الإغريقية. يأخذ الحرف شكلين الكبير (Λ) والصغير (λ). في نظام الأرقام اليونانية لامدا لديه قيمة 30. يرتبط لامدا بالحرف الفينيقي لاميد.